# Augustin Sundelin
Augustin Sundelin   (valor desconegut - Berlín, 6 de setembre de 1842) fou un músic i teòric alemany.
Es distingí com a clarinetista i professor d'instrumentació. Autor de tractats d'orquestració per a grups de vent, publicà les obres teòriques següents: Die Instrumentierung für Orchester i Die Instrumentierung für sämtliche militar musikchöre.